# Новосемёновка (Днепропетровская область)
Новосеменовка (укр. Новосеменівка) — село,
Першотравенский сельский совет,
Апостоловский район,
Днепропетровская область,
Украина.
Код КОАТУУ — 1220388804. Население по переписи 2001 года составляло 115 человек.

## Географическое положение
Село Новосеменовка находится на правом берегу канала Днепр — Кривой Рог, выше по течению на расстоянии в 1,5 км расположено село Перше Травня.